# Oberbocksberg
Oberbocksberg (früher auch Oberboxberg) ist ein Gemeindeteil der Gemeinde Rattenberg im niederbayerischen Landkreis Straubing-Bogen.
Das Dorf liegt am Nordhang des Bernhardsnagels auf etwa 800 m ü. NHN an der Kreisstraße SR 38 auf der Gemarkung Siegersdorf. Das frühere Schutzering zählt heute zu Oberbocksberg.
In dem kleinen Weiler, der 1961 aus drei Wohngebäuden bestand und sechs Einwohner hatte, wurde in den 1970er Jahren ein Feriendorf errichtet. Der Ort war bis zum Jahr 1970 ein Gemeindeteil der Gemeinde Siegersdorf, die nach Rattenberg eingemeindet wurde. 1987 gab es zwölf Wohngebäude mit 14 Wohnungen und 21 Einwohner.